# Choeromorpha mystica
Choeromorpha mystica là một loài bọ cánh cứng trong họ Cerambycidae.